# Данијел Беде
Данијел Беде (мађ. Böde Dániel; Сексард, 24. октобар 1986) је бивши мађарски фудбалер који је играо на позицији нападача. Био је најбољи стрелац мађарског фудбалског првенства у сезони  2015/16.

## Клупска каријера
Био је дипломац фудбалског клуба Пакш, са којим је 2006. године потписао први уговор, који је продужио 2010. године. Након преласка у Ференцварош 2012. године, постао је најбољи стрелац тима у сезони 2012/13, постигавши 17 голова. Са тимом је два пута освојио првенство и Куп Мађарске. Постигавши такође 17 голова у сезони 2015/16, шампионској титули је додао и титулу најбољег стрелца.

## Репрезентација
Беде је дебитовао за репрезентацију Мађарске у пријатељској утакмици против Белорусије. Постигао је свој први гол у мечу 1 : 1 против Турске у квалификацијама за Светско првенство 2014. Дана 10. септембра 2013, Беде је постигао свој други гол у дресу националног тима у победи над Естонијом резултатом 5 : 1 у квалификационој утакмици за Светско првенство 2014. на стадиону Пушкаш Ференц.
Дана 8. октобра 2015, против Фарских Острва, Беде је ушао као замена на полувремену, када је Мађарска изгубила резултатом 1 : 0. Постигао је два гола у 63. и 71. минуту утакмице, обезбеђујући важну победу Мађарске од 2 : 1 у квалификационој кампањи за Европско првенство 2016. године.
Дана 15. новембра 2015. године, током плеј-офа за Европско првенство 2016. против Норвешке, Беде је постао озлоглашен када је у 81. минуту ударио дефанзивца Евена Ховланда оним што је штампа касније назвала „џудо бацањем“. Касније је објаснио да је покушавао да спречи противничку екипу у контри, и изразио изненађење због добијања жутог картона. Неколико минута касније, његов ударац главом је одбивши се од дефанзивца Маркуса Хенриксена и погодио мрежу, доводећи Мађарску у предност од 3 : 0 у укупном збиру и обезбеђујући квалификације.
Изабран је да представља и игра за селекцију Мађарске за Европско првенство 2016. године.
18. јуна 2016. играо је нерешено 1 : 1  против Исланда на стадиону Стаде Велодром у Марсеју.

## Остварења

### Клуб
Пакш
- НБ II:
  - шампион: 2005/06.[9]
- Лига куп Мађарске у фудбалу: 
  - првак: 2010/11.[10]

Ференцварош
- НБ I:
  - шампион: 2015/16, 2018/19. [11]
- Куп Мађарске у фудбалу:  
  - првак: 2014/15.[12] , 2015/16[13] , 2016/17
- Лига куп Мађарске у фудбалу: 
  - првак: 2012/13,[14] 2014/15[15]
- Суперкуп Мађарске у фудбалу:  
  - првак:  2015,[16] 2016.[17]

### Индивидуално
- Најбољи стрелац Мађарске лиге: (1): 2015/16. (17. голова)[18]
- Nemzeti Sport Прва једанаесторка сезоне: 2010/11.[19]
- Пакш МВМ Играч сезоне: 2009/10,[20] 2010/11[21]
- Толна Фудбалер године: 2010,[22] 2011[23]
- Фудбалски савез Мађарске Играч сезоне: 2012/13[24]
- ХЛС Играч сезоне, добитник нагеаде Флоријан Алберт: 2012/13[25] 2015/16 (делио са Золтаном Гером)[26]
- ХЛС Прва једанаесторка сезоне: 2014/15[27] 2015/16[28]
- nb1.hu Фудбалер године: 2013,[29] 2015[30]
- Nemzeti Sport Екипа сезоне (6): 2012/13. јесен,[31] 2012/13[32] 2013/14,[33] 2014/15,[34] [[2015/16. јесен]],[35] 2015/16[36]
- rangado.hu Архивирано на веб-сајту  (22. јануар 2022) Најлепши гол сезоне: 2015/16 - против ФК Ујпешта[37]